# Słowo zastrzeżone
Słowo zastrzeżone, słowo zarezerwowane – słowo (ciąg znaków) zdefiniowane w składni określonego języka programowania, które nie może być użyte jako definiowany przez programistę element kodu źródłowego, mimo iż spełnia ono pozostałe kryteria definiowania danego elementu (np. identyfikatora).

## Stosowanie słów zastrzeżonych
Najczęściej słowa zastrzeżone, w danym języku programowania, są jednocześnie słowami kluczowymi tego języka. W większości języków wysokiego poziomu wszystkie słowa kluczowe są słowami zastrzeżonymi. Słowa zastrzeżone nie mogą być używane do tworzenia (nazywania, identyfikowania) definiowanych przez programistę elementów kodu źródłowego, takich jak identyfikatory dla zmiennych, nazwy podprogramów, modułów. Nie mogą być również wartościami typów wyliczeniowych ani etykietami instrukcji. Ze względów praktycznych (łatwości zapamiętania przypisanej funkcjonalności) słowa zastrzeżone i kluczowe są przeważnie identyczne ze słowami języka naturalnego, najczęściej angielskiego. Pod względem zestawu zastosowanych znaków oraz długości słowa spełniają one kryteria tworzenia nazw dla elementów programu (np. identyfikatorów), jednak użycie ich w tym celu jest niedozwolone i najczęściej rozpoznawane jako błąd składni.

## Poziomy zastrzeżeń
Słowa kluczowe języków programowania mogą być:
1. zastrzeżone w każdym kontekście;
2. częściowo zastrzeżone – są to słowa zastrzeżone jedynie w pewnych kontekstach kodu;
3. niezastrzeżone – mogą być swobodnie stosowane jako nazwy, co jednak nie jest zalecane[1][3].

Przykładem współistnienia wszystkich trzech rozwiązań jest Turbo Pascal firmy Borland począwszy od wersji 5.5 Większość słów kluczowych jest tam zastrzeżona w każdym kontekście, jednak słowa public i private są zastrzeżone jedynie w ramach deklaracji klasy, zaś słowa takie jak forward, inline, assembler (i kilka innych niewystępujących w standardowym Pascalu bądź też będących słowami zastrzeżonymi we wcześniejszych implementacjach Turbo Pascala) pozostają niezastrzeżone.
Dla odróżnienia od słów kluczowych zastrzeżonych niezależnie od kontekstu, wymienione tu słowa nazwano, w nomenklaturze Turbo Pascala, dyrektywami języka.

## Języki bez słów zastrzeżonych
W pewnych językach ze składnią kontekstową nie ma słów zastrzeżonych, mimo iż języki te definiują pojęcie słów kluczowych i wymienia ich listę. Przykładem takiego języka jest język PL/I. Brak zastrzeżenia dla słów kluczowych umożliwia programiście tworzenie definiowanych obiektów programu o nazwach identycznych ze słowami kluczowymi. Takie postępowanie jest jednak mocno krytykowane przez literaturę przedmiotu ze względu na zaciemnienie kodu mogące prowadzić do błędów.
Przykład w PL/I:
```
DCL WHILE FLOAT;
...
WHILE: DO WHILE(WHILE<0);
...
END;

```

Słowo WHILE zostało użyte tutaj jako identyfikator zmiennej i etykieta instrukcji, mimo iż jednocześnie jest słowem kluczowym służącym do organizacji pętli.

## Obecność w wybranych językach
Języki programowania, w których zdefiniowane są słowa zastrzeżone, to między innymi: Ada, C, C++, Modula-2, Pascal, PL/M, Visual Basic.
Języki, w których słowa kluczowe nie są zastrzeżone, to między innymi: Fortran, PL/I.